# Rhaphiostylis parvifolia
Rhaphiostylis parvifolia är en tvåhjärtbladig växtart som först beskrevs av Spencer Le Marchant Moore, och fick sitt nu gällande namn av Arthur Wallis Exell. Rhaphiostylis parvifolia ingår i släktet Rhaphiostylis och familjen Icacinaceae. Inga underarter finns listade i Catalogue of Life.